# 公眾與O·J·辛普森的對決：美國犯罪故事
《公眾與O·J·辛普森的對決：美國犯罪故事》（英語：The People v. O. J. Simpson: American Crime Story）為FX真實犯罪詩選劇《美國犯罪故事》（英語：American Crime Story）的第一季。由史考特·亞歷山大與萊瑞·卡拉蘇斯基開創，於2016年2月2日在FX開播。本季聚焦於曾轟動全美關注的辛普森案，並改編傑弗瑞·圖賓編著的《逃離人生：公眾與O·J·辛普森的對決》（The Run of His Life: The People v. O. J. Simpson）一書。
本季在首播後，獲得影評家廣泛的讚譽，並榮獲黃金時段艾美獎22項入圍、最終抱回9座獎項殊榮，同時亦受金球獎、英國影藝學院電視獎、美國電影學會獎、 美國製片人協會獎、美國編劇工會獎、電視評論家協會獎、美國演員工會獎、評論家選擇電視獎與衛星獎等多項大獎肯定，莎拉·保羅森也在各大獎中斬獲多座女演員獎。

## 製作

### 開發
2014年10月7日，FX宣布預訂由史考特·亞歷山大與萊瑞·卡拉蘇斯基開發兼製作，《整形春秋》、《歡樂合唱團》、《美國恐怖故事》與《尖叫女王》的布萊德·佛查克與萊恩·墨菲共同製作的《美國犯罪故事》10集集數。萊恩·墨菲將執導試播集，而妮娜·雅各布森與布萊德·辛普森（Brad Simpson）將加入執行製作行列。本劇起初由FOX開發，後來改由同集團的有線電視網FX製作。

### 選角
2014年12月9日，小古巴·古汀與莎拉·保羅森為首兩個加入演員陣容的演員，兩人分別飾演O·J·辛普森與瑪莎·克拉克。隨後，宣布大衛·史威默將飾演羅伯特·卡戴珊。2015年1月，約翰·屈伏塔加入演出陣容飾演勞伯特·沙皮洛，並將身兼製作人。2015年2月，寇特尼·B·凡斯加入劇組飾演強尼·卡克倫。2015年3月，宣布康妮·布里登將飾演配角菲依·雷斯尼克。2015年4月，宣布斯特林·K·布朗將飾演克里斯多弗·達登；喬丹娜·布魯斯特則將飾演丹妮絲·布朗；而肯尼斯·崔則將飾演蘭斯·伊藤法官。2015年5月，證實莎瑪·布萊兒將飾演克莉絲·卡戴珊。2015年7月，宣布奈森·連恩飾演F·李·貝利。

### 拍攝
全劇主要拍攝地點為加利福尼亞州洛杉磯，始於2015年5月14日。

## 演員

### 主要人物
| 演員              | 角色            | 介紹 | 登場集數 | 粵語配音 （TVB） |
| 斯特林·K·布朗     | 克里斯多弗·達登 |      | 10       | 劉昭文           |
| 肯尼斯·崔         | 蘭斯·伊藤       |      | 7        | 朱子聰           |
| 克里斯坦·克萊門森 | 威廉·哈格曼     |      | 5        | 陳永信           |
| 小古巴·古汀       | O·J·辛普森      |      | 10       | 陳欣             |
| 布魯斯·格林伍德   | 吉爾·加賽提     |      | 10       | 馮志輝           |
| 奈森·連恩         | F·李·貝利       |      | 8        | 林國雄           |
| 莎拉·保羅森       | 瑪莎·克拉克     |      | 10       | 黃玉娟           |
| 大衛·史威默       | 羅伯特·卡戴珊   |      | 10       | 蘇強文           |
| 約翰·屈伏塔       | 勞伯特·沙皮洛   |      | 10       | 潘文柏           |
| 寇特尼·B·凡斯     | 強尼·卡克倫     |      | 10       | 招世亮           |

### 常設人物
| 演員                 | 角色            | 介紹 | 登場集數 | 粵語配音 （TVB）       |
| 克里斯·鮑爾          | 湯姆·蘭格       |      | 5        | 朱子聰                 |
| 莎瑪·布萊兒          | 克莉絲·卡戴珊   |      | 3        | 魏惠娥                 |
| 喬丹娜·布魯斯特      | 丹妮絲·布朗     |      | 5        | 朱妙蘭                 |
| 康妮·布里登          | 菲依·雷斯尼克   |      | 2        | 詹健兒 林元春          |
| 蓋嘉瑞特·M·布朗      | 盧·布朗         |      | 5        |                        |
| 克里斯·康納          | 傑弗瑞·圖賓     |      | 6        | 陳成港                 |
| 戴爾·加德布多        | 卡爾·E·道格拉斯 |      | 9        | 李凱傑                 |
| 潔西卡·布萊兒·赫曼   | 金·高曼         |      | 7        | 謝潔貞                 |
| 艾凡·韓德勒          | 艾倫·德肖維茨   |      | 4        | 張炳強                 |
| 雪莉·賴德            | 琳奈·沙皮洛     |      | 4        | 陸惠玲                 |
| 拉里·金              | 拉里·金         |      | 4        | 張錦江                 |
| 比利·馬格努森        | 卡托·凱林       |      | 3        | 李致林                 |
| 羅伯·莫羅            | 貝瑞·謝克       |      | 6        | 陳成港 鄧港文 （代配） |
| 羅伯特·摩爾斯        | 多明尼克·鄧恩   |      | 6        | 張炳強                 |
| 邁克·邁克格拉迪      | 菲利浦·凡納特   |      | 5        | 張炳強                 |
| 安潔兒·帕克          | 雪恩·霍利       |      | 8        | 謝潔貞                 |
| 史提芬·帕斯夸爾      | 馬克·福爾曼     |      | 5        | 鍾見麟                 |
| 倫納德·羅伯茲        | 丹尼斯·沙茲曼   |      | 7        | 盧國權 黃啟昌          |
| 琪莎·夏普            | 黛兒·卡克倫     |      | 6        | 朱妙蘭                 |
| 約瑟夫·席拉佛        | 弗雷德·高曼     |      | 7        | 葉振聲                 |
| 馬爾科姆-賈馬爾·華納 | 阿爾·考林斯     |      | 4        | 鍾見麟                 |
| 愛紗·莫奈·雷         | 席妮·辛普森     |      | 4        | 詹健兒                 |
| 尼可拉斯·貝克提爾    | 羅伯·卡戴珊     |      | 4        | 謝潔貞                 |

## 集數
| 總集數 | 集數 （季） | 標題                                    | 導演          | 編劇                                                        | 首播日期      | 製作 代碼 | 美國收視人數 （百萬） |
| ------ | ----------- | --------------------------------------- | ------------- | ----------------------------------------------------------- | ------------- | --------- | --------------------- |
| 1      | 1           | 悲劇之餘燼 From the Ashes of Tragedy    | 萊恩·墨菲     | 史考特·亞歷山大 萊瑞·卡拉蘇斯基                             | 2016年2月2日  | 1WAX01    | 5.111                 |
| 2      | 2           | 逃離人生 The Run of His Life            | 萊恩·墨菲     | 史考特·亞歷山大 萊瑞·卡拉蘇斯基                             | 2016年2月9日  | 1WAX02    | 3.888                 |
| 3      | 3           | 夢幻團隊 The Dream Team                 | 安東尼·海明威 | D·V·德芬森提斯                                              | 2016年2月16日 | 1WAX03    | 3.331                 |
| 4      | 4           | 百分之百無罪 100% Not Guilty            | 安東尼·海明威 | 瑪雅·佛布斯 華利·沃洛達斯基 史考特·亞歷山大 萊瑞·卡拉蘇斯基 | 2016年2月23日 | 1WAX04    | 2.988                 |
| 5      | 5           | 種族牌 The Race Card                    | 約翰·辛格頓   | 喬·羅伯特·柯爾                                              | 2016年3月1日  | 1WAX05    | 2.718                 |
| 6      | 6           | 瑪莎、瑪莎、瑪莎 Marcia, Marcia, Marcia | 萊恩·墨菲     | D·V·德芬森提斯                                              | 2016年3月8日  | 1WAX06    | 3.002                 |
| 7      | 7           | 陰謀論起 Conspiracy Theories            | 安東尼·海明威 | D·V·德芬森提斯                                              | 2016年3月15日 | 1WAX07    | 2.884                 |
| 8      | 8           | 陪審煉獄 A Jury in Jail                 | 安東尼·海明威 | 喬·羅伯特·柯爾                                              | 2016年3月22日 | 1WAX08    | 2.911                 |
| 9      | 9           | 天降甘霖 Manna from Heaven              | 安東尼·海明威 | 史考特·亞歷山大 萊瑞·卡拉蘇斯基                             | 2016年3月29日 | 1WAX09    | 2.759                 |
| 10     | 10          | 塵埃落定 The Verdict                    | 萊恩·墨菲     | 史考特·亞歷山大 萊瑞·卡拉蘇斯基                             | 2016年4月5日  | 1WAX10    | 3.268                 |

## 收視
| 總集數 | 集數 | 標題                 | 播出日期      | 收視 （18–49歲） | 收視 （百萬） | DVR （18–49歲） | DVR收視 （百萬） | 加總 （18–49歲） | 總收視 （百萬） |
| ------ | ---- | -------------------- | ------------- | ---------------- | ------------- | --------------- | ---------------- | ---------------- | --------------- |
| 1      | 1    | 悲劇之餘燼（From the Ashes of Tragedy）       | 2016年2月2日  | 1.96             | 5.111         | 1.6             | 3.857            | 3.6              | 8.968           |
| 2      | 2    | 逃離人生（The Run of His Life）         | 2016年2月9日  | 1.51             | 3.888         | 1.9             | 4.371            | 3.4              | 8.259           |
| 3      | 3    | 夢幻團隊（The Dream Team）         | 2016年2月16日 | 1.35             | 3.331         | TBD             | TBD              | TBD              | TBD             |
| 4      | 4    | 百分之百無罪（100% Not Guilty）     | 2016年2月23日 | 1.28             | 2.988         | TBD             | TBD              | TBD              | TBD             |
| 5      | 5    | 種族牌（The Race Card）           | 2016年3月1日  | 1.15             | 2.718         | 2.0             | 4.280            | 3.1              | 6.998           |
| 6      | 6    | 瑪莎、瑪莎、瑪莎（Marcia, Marcia, Marcia） | 2016年3月8日  | 1.24             | 3.002         | 1.8             | 4.028            | 3.0              | 7.030           |
| 7      | 7    | 陰謀論起（Conspiracy Theories）         | 2016年3月15日 | 1.17             | 2.884         | 1.7             | 3.888            | 2.9              | 6.772           |
| 8      | 8    | 陪審煉獄（A Jury in Jail）         | 2016年3月22日 | 1.19             | 2.911         | TBD             | TBD              | TBD              | TBD             |
| 9      | 9    | 天降甘霖（Manna from Heaven）         | 2016年3月29日 | 1.11             | 2.759         | 1.8             | 3.991            | 2.9              | 6.750           |
| 10     | 10   | 塵埃落定（The Verdict）         | 2016年4月5日  | 1.34             | 3.268         | 1.6             | 3.524            | 2.9              | 6.792           |

## 評價

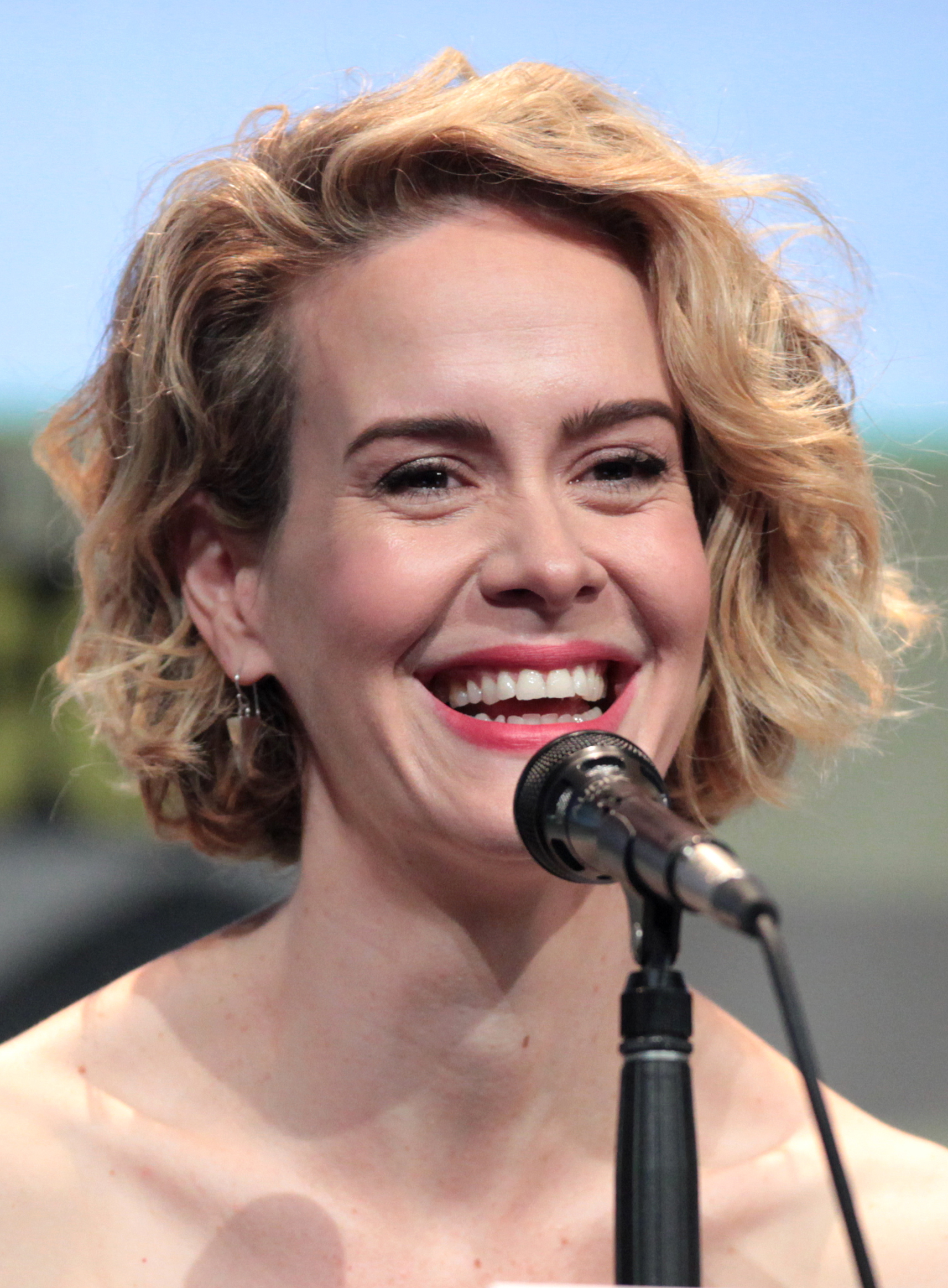
莎拉·保羅森的表現獲得影評家讚賞，並因本劇奪得黃金時段艾美獎

《美國犯罪故事》獲得了評論家廣泛的好評。於爛番茄整合的評論中，本季獲得97%新鮮度、8.71/10分（75位評論家），評論家共識：「《公眾與O·J·辛普森的對決：美國犯罪故事》以頂尖的編劇、導演與演技來闡明一個基於事實的局部故事 – 並獲得熱烈的反響。」於Metacritic整合的評論中，本季獲得了90分（滿分100分；43位評論家），屬極佳的讚譽。
許多評論家非常讚賞演員的演出，特別是莎拉·保羅森與寇尼·B·凡斯。〈好萊塢報導〉的丹·范伯格（Dan Feinberg）寫道：「隨著克拉克的不適感上升，保羅森演出的小細節使她更顯人性[…] 凡斯飾演的卡克倫有時搞笑，但他有著情緒上的流動，使他偶爾內斂的同時，亦顯得更加聰明。」〈綜藝雜誌〉的布萊恩·勞瑞（Brian Lowry）亦讚揚了康妮·布里登與奈森·連恩的表現。
儘管其他演員獲得了讚賞，但約翰·屈伏塔與小古巴·古汀的演出卻獲得好壞參半的評價。〈綜藝雜誌〉的布萊恩·勞瑞表示：「沒錯，沙皮洛說話僵硬卻抑揚頓挫，但演員過分的矯飾台詞使得律師一角成了一名小丑，與其他演員細膩的演出有著鮮明的對比。」〈浮華世界〉的妮可·瓊斯（Nicole Jones）稱屈伏塔的表現「不自然又刻意」。〈好萊塢報導〉的丹·范伯格則稱其演出是「毫無吸引力的糟糕表現。」
〈綜藝雜誌〉的莫琳·萊恩（Maureen Ryan）隨著故事的推展，反而對屈伏塔有更深刻的印象：「我從一開始的困惑與懷疑，來到富有娛樂性，最終真誠的讚賞。你完全無法從約翰·屈伏塔身上移開視線，就像有著某種魔力一般。」〈滾石雜誌〉的伊莉莎白·加伯-保羅（Elisabeth Garber-Paul）稱道：「可以說是[屈伏塔]在昆汀·塔倫蒂諾讓他的演藝事業起死回生後最佳的一次演出。」〈今日美國〉的羅伯特·比安可（Robert Bianco）認為屈伏塔是節目中有著“表現最廣”的演員。
〈衛報〉的戴夫·席林（Dave Schilling） 評論古汀的演出：「他低估、沙啞的聲音聽起來與O·J·辛普森低沉、命令式口吻完全不像。」〈紐約郵報〉的邁克爾·斯塔爾（Michael Starr）亦強烈評論古汀的表現：「演繹辛普森為一個空洞、悲痛麻木與講話高分貝的人物，亦在遭逮捕後沒有絲毫的情感動搖。他是個不起眼又惱人的存在，就像只把台詞念出一樣，而他也只能做到這麼多。」而古汀以本劇入圍艾美獎一事，則遭到不少評論家的高度嘲諷。
不過，〈娛樂周刊〉的喬·麥高文（Joe McGovern）則給予古汀正面的評價，並稱其演出“極具風險”。〈滾石雜誌〉的伊莉莎白·加伯-保羅形容其表現“一個令人不安可信，理智搖搖欲墜的淺在精神病患”。〈Cinema Blend〉的尼克·維納布（Nick Venable）亦給予古汀的演出好評，認為“確實足以讓他進入艾美獎的入圍名單中”。
評論家前十大電視節目排名
| - No. 3 廣告周刊 - No. 1 影音俱樂部 - No. 4 The Boob Tube Dude - No. 3 商業內幕 - No. 6 Collider - No. 1 Complex - No. 4 每日野獸 - No. 4 娛樂周刊 - No. 1 君子雜誌 - No. 4 反電影學院派 - No. 6 Flavorwire - No. 7 哈潑時尚 - No. 2 Hidden Remote - No. 2 好萊塢報導（提姆·古德曼） - No. 6 IndieWire - No. 9 林肯星報 - No. 4 麥克林 - No. 1 明尼阿波利斯明星論壇報 - No. 1 MTV - No. 4 Nerdist - No. 1 新聞日報 - No. 1 NJ.com - No. 3 全國公共廣播電台（艾瑞克·德格根斯） - No. 4 全國公共廣播電台（大衛·比安庫利） - No. 9 奧馬哈世界先驅報 - No. 1 奧蘭多哨兵報 | - No. 6 Paste - No. 1 費城每日新聞 - No. 2 匹茲堡郵報 - No. 9 The Playlist - No. 2 PopSugar - No. 2 理性雜誌 - No. 2 The Ringer - No. 5 羅傑·埃伯特網 - No. 2 滾石雜誌 - No. 7 鹽湖城論壇報 - No. 1 聖安東尼奧快報 - No. 1 聖荷西信使報 - No. 3 ScreenCrush - No. 1 蘇城報 - No. 10 偏鋒雜誌 - No. 1 板岩雜誌（薇拉·帕斯金） - No. 1 板岩雜誌（茱恩·湯瑪斯） - No. 3 板岩雜誌（派樂·維魯葉） - No. 1 聖路易斯郵報 - No. 2 聖保羅先驅報 - No. 2 坦帕灣時報 - No. 1 時代雜誌 - No. 2 Time Out紐約 - No. 3 塔爾薩世界報 - No. 1 電視指南 - No. 2 電視內幕 | - No. 4 TVLine（劇情類） - No. 3 巴奇叔叔 - No. 3 Uproxx - No. 1 今日美國 - No. 1 Vogue - No. 6 Vox - No. 3 綜藝雜誌（莫琳·萊恩） - No. 6 綜藝雜誌（索尼雅·薩萊亞） - No. 1 Vulture.com（甄·錢尼） - No. 3 Vulture.com（麥特·佐勒·塞茨） - No. 5 華盛頓郵報 - No. 6 內幕到手 - – 美國電影學會 - – 大西洋雜誌 - – 克利夫蘭誠懇家日報 - – CNN - – 洪水雜誌 - – 環球郵報 - – 赫芬頓郵報 - – IGN - – 紐約郵報 - – 紐約時報 - – 浮華世界 - – TheWrap - – Yahoo!（劇情類） |

## 榮譽
| 年度 | 大獎                   | 獎項                                         | 入圍者 | 結果 |
| ---- | ---------------------- | -------------------------------------------- | --- | ---- |
| 2015 | 評論家選擇電視獎       | 最受期待新節目獎                             | 最受期待新節目獎 | 獲獎 |
| 2016 | 黑人娛樂電視大獎       | 最佳男演員獎                                 | 寇特尼·B·凡斯 | 提名 |
| 2016 | 影集狂熱節             | 影集評論家協會獎                             | 影集評論家協會獎 | 提名 |
| 2016 | 電視評論家協會獎       | 年度節目獎                                   | 年度節目獎 | 獲獎 |
| 2016 | 電視評論家協會獎       | 最佳電視電影、迷你劇與特輯成就獎             | 最佳電視電影、迷你劇與特輯成就獎 | 獲獎 |
| 2016 | 電視評論家協會獎       | 戲劇類個人成就獎                             | 莎拉·保羅森 | 獲獎 |
| 2016 | 電視評論家協會獎       | 戲劇類個人成就獎                             | 寇尼·B·凡斯 | 提名 |
| 2016 | Gold Derby電視獎       | 最佳電視電影／迷你劇獎                       | 最佳電視電影／迷你劇獎 | 獲獎 |
| 2016 | Gold Derby電視獎       | 年度整體演出獎                               | 年度整體演出獎 | 獲獎 |
| 2016 | Gold Derby電視獎       | 最佳電視電影／迷你劇男演員獎                 | 寇尼·B·凡斯 | 獲獎 |
| 2016 | Gold Derby電視獎       | 最佳電視電影／迷你劇女演員獎                 | 莎拉·保羅森 | 獲獎 |
| 2016 | Gold Derby電視獎       | 最佳電視電影／迷你劇男配角獎                 | 斯特林·K·布朗 | 獲獎 |
| 2016 | Gold Derby電視獎       | 年度表現獎                                   | 莎拉·保羅森 | 獲獎 |
| 2016 | Gold Derby電視獎       | 年度表現突出獎                               | 斯特林·K·布朗 | 提名 |
| 2016 | 在線電影與電視協會獎   | 最佳有限劇集獎                               | 最佳有限劇集獎 | 獲獎 |
| 2016 | 在線電影與電視協會獎   | 電視電影及有限劇集最佳男演員獎               | 小古巴·古汀 | 提名 |
| 2016 | 在線電影與電視協會獎   | 電視電影及有限劇集最佳男演員獎               | 寇尼·B·凡斯 | 獲獎 |
| 2016 | 在線電影與電視協會獎   | 電視電影及有限劇集最佳女演員獎               | 莎拉·保羅森 | 獲獎 |
| 2016 | 在線電影與電視協會獎   | 電視電影及有限劇集最佳男配角獎               | 斯特林·K·布朗 | 獲獎 |
| 2016 | 在線電影與電視協會獎   | 電視電影及有限劇集最佳男配角獎               | 大衛·史威默 | 提名 |
| 2016 | 在線電影與電視協會獎   | 電視電影及有限劇集最佳男配角獎               | 約翰·屈伏塔 | 提名 |
| 2016 | 在線電影與電視協會獎   | 電視電影及有限劇集最佳整體演出獎             | 電視電影及有限劇集最佳整體演出獎 | 獲獎 |
| 2016 | 在線電影與電視協會獎   | 電視電影及有限劇集最佳導演獎                 | 電視電影及有限劇集最佳導演獎 | 獲獎 |
| 2016 | 在線電影與電視協會獎   | 電視電影及有限劇集最佳編劇獎                 | 電視電影及有限劇集最佳編劇獎 | 獲獎 |
| 2016 | 在線電影與電視協會獎   | 非系列影集最佳音樂獎                         | 非系列影集最佳音樂獎 | 提名 |
| 2016 | 在線電影與電視協會獎   | 非系列影集最佳剪輯獎                         | 非系列影集最佳剪輯獎 | 提名 |
| 2016 | 在線電影與電視協會獎   | 非系列影集最佳攝影獎                         | 非系列影集最佳攝影獎 | 提名 |
| 2016 | 在線電影與電視協會獎   | 非系列影集最佳製作設計獎                     | 非系列影集最佳製作設計獎 | 提名 |
| 2016 | 在線電影與電視協會獎   | 非系列影集最佳服裝設計獎                     | 非系列影集最佳服裝設計獎 | 提名 |
| 2016 | 在線電影與電視協會獎   | 非系列影集最佳化妝／髮型獎                   | 非系列影集最佳化妝／髮型獎 | 提名 |
| 2016 | 在線電影與電視協會獎   | 非系列影集最佳音效獎                         | 非系列影集最佳音效獎 | 提名 |
| 2016 | 黃金時段艾美獎         | 最佳有限劇集獎                               | 最佳有限劇集獎 | 獲獎 |
| 2016 | 黃金時段艾美獎         | 最佳有限劇集及電視電影男主角獎               | 寇尼·B·凡斯 | 獲獎 |
| 2016 | 黃金時段艾美獎         | 最佳有限劇集及電視電影男主角獎               | 小古巴·古汀 | 提名 |
| 2016 | 黃金時段艾美獎         | 最佳有限劇集及電視電影女主角獎               | 莎拉·保羅森 | 獲獎 |
| 2016 | 黃金時段艾美獎         | 最佳有限劇集及電視電影男配角獎               | 斯特林·K·布朗 | 獲獎 |
| 2016 | 黃金時段艾美獎         | 最佳有限劇集及電視電影男配角獎               | 大衛·史威默 | 提名 |
| 2016 | 黃金時段艾美獎         | 最佳有限劇集及電視電影男配角獎               | 約翰·屈伏塔 | 提名 |
| 2016 | 黃金時段艾美獎         | 最佳有限劇集、電視電影及戲劇特輯導演獎       | 萊恩·墨菲（集數：悲劇之餘燼） | 提名 |
| 2016 | 黃金時段艾美獎         | 最佳有限劇集、電視電影及戲劇特輯導演獎       | 約翰·辛格頓（集數：種族牌） | 提名 |
| 2016 | 黃金時段艾美獎         | 最佳有限劇集、電視電影及戲劇特輯導演獎       | 安東尼·海明威（集數：天降甘霖） | 提名 |
| 2016 | 黃金時段艾美獎         | 最佳有限劇集、電視電影及戲劇特輯編劇獎       | 史考特·亞歷山大、萊瑞·卡拉蘇斯基（集數：悲劇之餘燼） | 提名 |
| 2016 | 黃金時段艾美獎         | 最佳有限劇集、電視電影及戲劇特輯編劇獎       | 喬·羅伯特·柯爾（集數：種族牌） | 提名 |
| 2016 | 黃金時段艾美獎         | 最佳有限劇集、電視電影及戲劇特輯編劇獎       | D·V·德芬森提斯（集數：瑪莎、瑪莎、瑪莎） | 獲獎 |
| 2016 | 黃金時段艾美獎         | 最佳有限劇集、電視電影及特輯選角獎           | 最佳有限劇集、電視電影及特輯選角獎 | 獲獎 |
| 2016 | 黃金時段艾美獎         | 最佳有限劇集及電視電影攝影獎                 | 尼爾森·克瑞格（集數：悲劇之餘燼） | 提名 |
| 2016 | 黃金時段艾美獎         | 最佳有限劇集及電視電影單鏡影片剪輯獎         | 亞當·潘恩（集數：悲劇之餘燼） | 提名 |
| 2016 | 黃金時段艾美獎         | 最佳有限劇集及電視電影單鏡影片剪輯獎         | C·鍾智允（集數：種族牌） | 獲獎 |
| 2016 | 黃金時段艾美獎         | 最佳有限劇集及電視電影單鏡影片剪輯獎         | 史都華·席爾（集數：塵埃落定） | 提名 |
| 2016 | 黃金時段艾美獎         | 最佳有限劇集及電視電影化妝獎（非義肢）       | 最佳有限劇集及電視電影化妝獎（非義肢） | 提名 |
| 2016 | 黃金時段艾美獎         | 最佳時代／奇幻影集、有限劇集及電視電影服裝獎 | 哈拉·巴梅特、瑪麗娜·雷、艾琳諾·巴戴克 | 提名 |
| 2016 | 黃金時段艾美獎         | 最佳有限劇集及電視電影髮型設計獎             | 最佳有限劇集及電視電影髮型設計獎 | 獲獎 |
| 2016 | 黃金時段艾美獎         | 最佳有限劇集及電視電影音效混合獎             | 集數：悲劇之餘燼 | 獲獎 |
| 2016 | 美國電影學會獎         | 年度電視節目獎                               | 年度電視節目獎 | 獲獎 |
| 2016 | 評論家選擇電視獎       | 最佳電視電影或有限劇集獎                     | 最佳電視電影或有限劇集獎 | 獲獎 |
| 2016 | 評論家選擇電視獎       | 最佳電視電影或有限劇集男演員獎               | 小古巴·古汀 | 提名 |
| 2016 | 評論家選擇電視獎       | 最佳電視電影或有限劇集男演員獎               | 寇尼·B·凡斯 | 獲獎 |
| 2016 | 評論家選擇電視獎       | 最佳電視電影或有限劇集女演員獎               | 莎拉·保羅森 | 獲獎 |
| 2016 | 評論家選擇電視獎       | 最佳電視電影或有限劇集男配角獎               | 斯特林·K·布朗 | 獲獎 |
| 2016 | 評論家選擇電視獎       | 最佳電視電影或有限劇集男配角獎               | 約翰·屈伏塔 | 提名 |
| 2016 | 衛星獎                 | 最佳迷你劇及電視電影獎                       | 最佳迷你劇及電視電影獎 | 獲獎 |
| 2016 | 衛星獎                 | 最佳迷你劇及電視電影男演員獎                 | 寇尼·B·凡斯 | 提名 |
| 2016 | 衛星獎                 | 最佳迷你劇及電視電影男演員獎                 | 小古巴·古汀 | 提名 |
| 2016 | 衛星獎                 | 最佳迷你劇及電視電影女演員獎                 | 莎拉·保羅森 | 獲獎 |
| 2017 | 金球獎                 | 最佳電視有限劇集及電視電影獎                 | 最佳電視有限劇集及電視電影獎 | 獲獎 |
| 2017 | 金球獎                 | 最佳電視有限劇集及電視電影男演員獎           | 寇尼·B·凡斯 | 提名 |
| 2017 | 金球獎                 | 最佳電視有限劇集及電視電影女演員獎           | 莎拉·保羅森 | 獲獎 |
| 2017 | 金球獎                 | 最佳電視影集、有限劇集及電視電影男配角獎     | 斯特林·K·布朗 | 提名 |
| 2017 | 金球獎                 | 最佳電視影集、有限劇集及電視電影男配角獎     | 約翰·屈伏塔 | 提名 |
| 2017 | IGN獎                  | 最佳電視影集獎                               | 最佳電視影集獎 | 提名 |
| 2017 | IGN獎                  | 最佳新影集獎                                 | 最佳新影集獎 | 獲獎 |
| 2017 | IGN獎                  | 最佳電視集數獎                               | 集數：瑪莎、瑪莎、瑪莎 | 提名 |
| 2017 | IGN獎                  | 最佳電視男演員獎                             | 寇尼·B·凡斯 | 獲獎 |
| 2017 | IGN獎                  | 最佳電視女演員獎                             | 莎拉·保羅森 | 提名 |
| 2017 | IGN人民選擇獎          | 最佳電視影集獎                               | 最佳電視影集獎 | 提名 |
| 2017 | IGN人民選擇獎          | 最佳新影集獎                                 | 最佳新影集獎 | 提名 |
| 2017 | IGN人民選擇獎          | 最佳電視集數獎                               | 集數：瑪莎、瑪莎、瑪莎 | 提名 |
| 2017 | IGN人民選擇獎          | 最佳電視男演員獎                             | 寇尼·B·凡斯 | 提名 |
| 2017 | IGN人民選擇獎          | 最佳電視女演員獎                             | 莎拉·保羅森 | 提名 |
| 2017 | 道林獎                 | 年度電視戲劇獎                               | 年度電視戲劇獎 | 獲獎 |
| 2017 | 道林獎                 | 年度電視演出獎－男演員                       | 斯特林·K·布朗 | 提名 |
| 2017 | 道林獎                 | 年度電視演出獎－男演員                       | 寇尼·B·凡斯 | 提名 |
| 2017 | 道林獎                 | 年度電視演出獎－女演員                       | 莎拉·保羅森 | 獲獎 |
| 2017 | 美國電影剪輯艾迪獎     | 最佳迷你劇及電視電影剪輯獎                   | 亞當·潘恩、史都華·席爾、C·鍾智允（集數：瑪莎、瑪莎、瑪莎） | 提名 |
| 2017 | 美國製片人協會獎       | 電視長片最佳製作人大衛·L·沃爾泊獎            | 史考特·亞歷山大、萊瑞·卡拉蘇斯基、萊恩·墨菲、布萊德·佛查克、妮娜·雅各布森、布萊德·辛普森、D·V·德芬森提斯、安東尼·海明威、艾莉希絲·馬丁·馬伍德、約翰·屈伏塔、奇普·弗瑟里克 | 獲獎 |
| 2017 | 美國演員工會獎         | 最佳電視電影及有限劇集男演員獎               | 斯特林·K·布朗 | 提名 |
| 2017 | 美國演員工會獎         | 最佳電視電影及有限劇集男演員獎               | 寇尼·B·凡斯 | 提名 |
| 2017 | 美國演員工會獎         | 最佳電視電影及有限劇集女演員獎               | 莎拉·保羅森 | 獲獎 |
| 2017 | 美國導演工會獎         | 劇情類影集最佳導演成就獎                     | 萊恩·墨菲（集數：悲劇之餘燼） | 提名 |
| 2017 | 美國導演工會獎         | 劇情類影集最佳導演成就獎                     | 約翰·辛格頓（集數：種族牌） | 提名 |
| 2017 | 有色人種促進協會形象獎 | 最佳電視電影、有限劇集及戲劇特輯獎           | 最佳電視電影、有限劇集及戲劇特輯獎 | 獲獎 |
| 2017 | 有色人種促進協會形象獎 | 電視電影、有限劇集及戲劇特輯最佳男演員獎     | 斯特林·K·布朗 | 提名 |
| 2017 | 有色人種促進協會形象獎 | 電視電影、有限劇集及戲劇特輯最佳男演員獎     | 寇尼·B·凡斯 | 獲獎 |
| 2017 | 有色人種促進協會形象獎 | 電視電影、有限劇集及戲劇特輯最佳男演員獎     | 小古巴·古汀 | 提名 |
| 2017 | 有色人種促進協會形象獎 | 劇情類影集最佳編劇獎                         | 喬·羅伯特·柯爾（集數：種族牌） | 提名 |
| 2017 | 有色人種促進協會形象獎 | 劇情類影集最佳導演獎                         | 約翰·辛格頓（集數：種族牌） | 獲獎 |
| 2017 | 影音協會獎             | 最佳電視電影及迷你劇音效混合成就獎           | 喬恩·鮑曼、喬·厄爾、道格·安達姆、猶大·蓋茨、約翰·岡特納 | 獲獎 |
| 2017 | Cine Awards            | 最佳迷你劇集及有限劇集獎                     | 最佳迷你劇集及有限劇集獎 | 提名 |
| 2017 | Cine Awards            | 最佳電視導演獎                               | 約翰·辛格頓（集數：種族牌） | 提名 |
| 2017 | Cine Awards            | 最佳迷你劇集及有限劇集男配角獎               | 寇尼·B·凡斯 | 提名 |
| 2017 | Cine Awards            | 最佳迷你劇集及有限劇集男配角獎               | 斯特林·K·布朗 | 提名 |
| 2017 | Cine Awards            | 最佳迷你劇集及有限劇集女配角獎               | 莎拉·保羅森 | 提名 |
| 2017 | 黑膠卷獎               | 最佳電視電影或有限劇集獎                     | 最佳電視電影或有限劇集獎 | 獲獎 |
| 2017 | 黑膠卷獎               | 電視電影或有限劇集類最佳男演員獎             | 小古巴·古汀 | 提名 |
| 2017 | 黑膠卷獎               | 電視電影或有限劇集類最佳男演員獎             | 寇尼·B·凡斯 | 獲獎 |
| 2017 | 黑膠卷獎               | 電視電影或有限劇集類最佳導演獎               | 安東尼·海明威（集數：天降甘霖） | 提名 |
| 2017 | 黑膠卷獎               | 電視電影或有限劇集類最佳導演獎               | 約翰·辛格頓（集數：種族牌） | 獲獎 |
| 2017 | 黑膠卷獎               | 電視電影或有限劇集類最佳男配角獎             | 斯特林·K·布朗 | 獲獎 |
| 2017 | 黑膠卷獎               | 電視電影或有限劇集類最佳女配角獎             | 琪莎·夏普 | 提名 |
| 2017 | 黑膠卷獎               | 電視電影或有限劇集類最佳劇本／編劇獎         | 喬·羅伯特·柯爾（集數：種族牌） | 獲獎 |
| 2017 | 黑膠卷獎               | 電視電影或有限劇集類最佳劇本／編劇獎         | 喬·羅伯特·柯爾（集數：陪審煉獄） | 提名 |
| 2017 | 美國編劇工會獎         | 長篇改編系列－電視類                         | 全體編劇群 | 獲獎 |
| 2017 | 藝術指導公會獎         | 最佳製作設計獎－電視電影及有限劇集           | 傑佛瑞·莫薩 | 提名 |
| 2017 | 英國影藝學院電視獎     | 最佳國際節目獎                               | 最佳國際節目獎 | 獲獎 |
| 2017 | 黃金預告片獎           | 最佳紀錄片／實境電視系列海報獎               | 最佳紀錄片／實境電視系列海報獎 | 獲獎 |

## 海外播出
FOX Crime於2016年2月18日晚間10點安排亞洲區首播，但後續取消同期放映的計劃，直至同年6月6日晚間8點才進行亞洲區全季首播，並於8月8日播出季終。Netflix則於2017年3月18日在亞洲華語地區上線全季集數。
香港除了FOX Crime與Netflix的播映外，本季接檔《逆天潛能》，在無綫電視明珠台自2016年8月31日至11月2日間，於星期三22點35分或40分播映至23點35分，8月31日、9月21日、10月26日與11月2日播出時間各異動為22點35分至23點50分、22點40分至23點50分、22點35分至23點45分及22點35分至24點整，並由《血變》第3季接檔。

## 備註
1. 1 2 3 4  福斯傳媒集團於亞洲區FOX Crime首次播映時，使用譯名《美國犯罪故事：公眾與O·J·辛普森的對決》，[1]但在2017年11月20日起於FX重播時，使用了《美國犯罪故事：辛普森公訴案》的譯名播放。[2]

## 外部連結
- 官方网站（英文）
- 互联网电影数据库（IMDb）上《公眾與O·J·辛普森的對決：美國犯罪故事》的资料（英文）
- 在Netflix上觀看《美国犯罪故事》